# Herbes de Provença

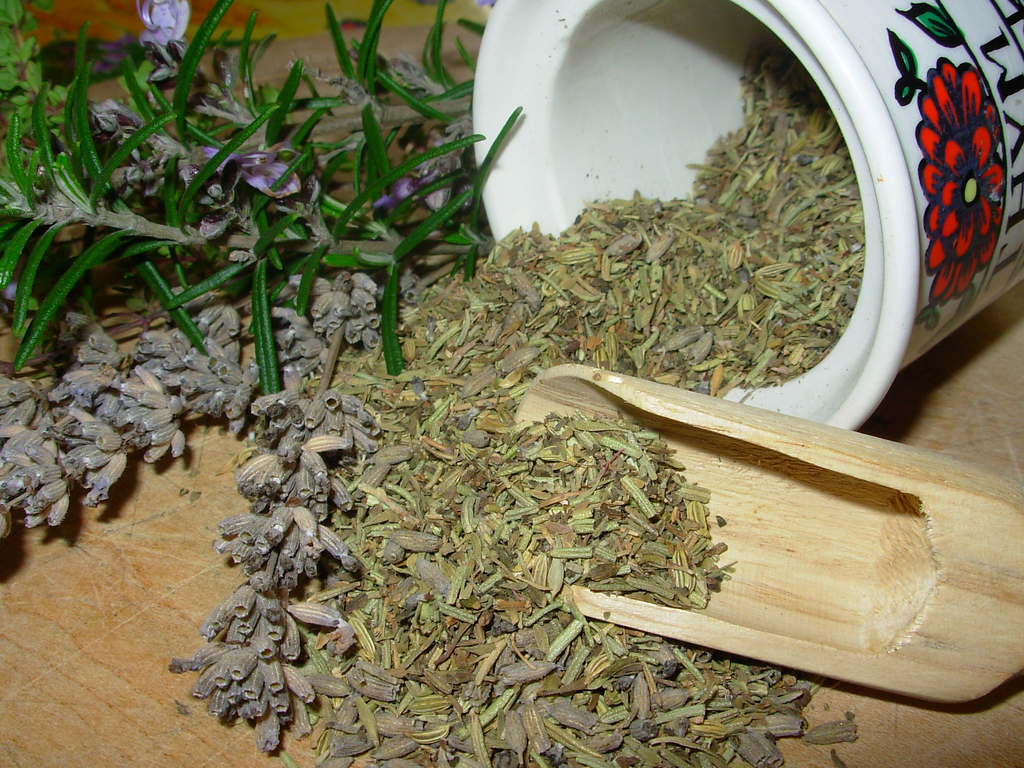
Herbes de Provença

Les herbes de Provença o simplement herbes són una barreja de plantes aromàtiques i condimentàries provinents o cultivades tradicionalment de la Provença occitana que es va inventar cap a la dècada de 1970.
La barreja típica conté flors de sajolida, fonoll, alfàbrega, i farigola a més d'altres plantes. Les proporcions de les plantes varien segons el fabricant. La farigola sovint domina en el gust de la barreja. L'espígol només s'afegeix en les mescles a Amèrica i no es fa servir en les d'origen francès.
Les herbes de Provença es fan servir per donar gust i aroma a les carns i peixos a la graellada i també en plats cuinats de vegetals. La barreja es pot fer servir abans o durant la cocció o mesclada en l'oli abans de la cocció. Rarament s'afegeixen després de la cocció completa.
El preu de les herbes de Provença acostuma a ser més baix que el d'altres tipus de preparacions d'herbes i es poden trobar en els envasos d'espècies comuns.
En la cuina occitana de la Provença tradicional es fan servir moltes plantes aromàtiques i condimentàries, però no en la combinació estàndard i no es venen com a barreja, normalment es feia servir el romaní, la farigola i la sajolida de jardí collides de la mateixa zona.
Va ser cap a la dècada de 1970 quan es van formular les barreges de plantes estàndard pels venedors d'espècies, incloent l'empresa francesa Ducros actualment part de l'empresa McCormick & Company.